# Филофей (патриарх Константинопольский)
Патриа́рх Филофе́й (греч. Πατριάρχης Φιλόθεος, в миру Фока Ко́ккин, греч. Φωκάς Κόκκινος; около 1300, Салоники — 1379, Константинополь) — патриарх Константинопольский, занимавший престол дважды: ноябрь 1353—1354 и с 1364 по 1376 год. Автор многочисленных сочинений, в том числе житий, богословско-полемических произведений, диатаксисов, молитв и гимнов. Редактор литургии и Учительного Евангелия. Филофей окончательно оформил исихазм как православное учение, будучи, вероятно, автором Томоса 1351 года. Утвердил принцип верховенства патриаршего престола Константинополя над всей Восточной церковью.
Почитается в православии в лике святителей и преподобных

## Биография
Родился около 1300 года в Фессалониках в бедной семье еврейского происхождения (его мать была еврейкой, перешедшей в православие).
Подвизался на Синае и Афоне, где стал игуменом Великой Лавры и защитником и покровителем Григория Паламы; по окончании гражданской войны 1341—1347 годов был митрополитом Гераклеи Фракийской — вторым по чести епископом после патриарха. Составил «Слово» о завоевании своей митрополии генуэзцами в 1352 году.
По смещении в августе 1353 года с патриаршего престола Каллиста, отказывавшегося короновать Матфея, сына императора Иоанна VI Кантакузина, по указанию императора Синодом был избран патриархом и в феврале 1354 года короновал Матфея Кантакузина соправителем отца.
Вместе с Иоанном VI стремился сохранить единство Русской митрополии в юрисдикции проживавшего в Москве митрополита Киевского и всея Руси, что отражено в ряде его грамот на Русь и в постановлениях Патриаршего синода. В июне 1354 года утвердил перенос кафедры митрополитов из Киева во Владимир-на-Клязьме и поставил Алексия (Бяконта) в митрополита Киевского и всея Руси с пребыванием в Москве. За Киевом был сохранён статус «первого митрополичьего престола».
Осенью 1354 года, уступая просьбе великого князя Литовского Ольгерда, патриарх согласился на учреждение особой Литовской митрополии с центром в Новогрудке.
В период «исихастских споров» защищал учение Григория Паламы и его сторонников. В 1368 году явился инициатором прославления Григория Паламы в лике святых.
В ноябре 1354 года наёмные отряды Иоанна V Палеолога при поддержке населения столицы заняли Константинополь. Иоанн VI Кантакузин отрёкся от престола; Филофей был низложен, и на патриаршество вернулся Каллист. Филофей был вынужден удалиться на Афон. По смерти Каллиста вторично занял патриаршую кафедру (1364).
При Филофее Церкви пришлось противодействовать планам византийского правительства по размещению на церковных землях служилого сословия (т. н. стратиотов).
Не приемля попытки императора Иоанна V Палеолога, принявшего латинство в Риме в 1369 году, посредством унии получить помощь Запада в защите Константинополя от турецкой агрессии, выступал поборником собственно церковного объединения Западной и Восточной церквей, согласившись в 1367 году провести объединительный собор, но идея была отвергнута папой Урбаном V.
В 1372 году с особым посольством прислал в благословение преподобному Сергию Радонежскому до сих пор сохраняемый в лавре крест c мощами новопрославленных византийских святых и трёх литовских новомучеников, схиму, параман и грамоту.
В 1375 году из-за непримиримых противоречий между Московским и Литовским великими княжествами патриарх Филофей согласился на «временное» разделение Русской митрополии: кандидат Литвы болгарин Киприан был поставлен на епархию «Малой России» с титулом «Киевский и Литовский». В том же 1375 году после ходатайства делегации афонских монахов во главе со старцем Исаией Серрским состоялось примирение Константинополя с Сербской церковью: прибывшие в Сербию греческие монахи Матфей и Моисей от имени патриарха Филофея сняли анафемы со Стефана Душана на его могиле в Призрене и сослужили в Пече патриарху Сербскому Савве IV.
Соборное деяние патриарха Филофея 1375 года: поставил на Киевскую митрополию своего приближенного болгарина Киприана при жизни митрополита Алексия, разделив ее на две части, великорусскую и литовскую, что вызвало дальнейший церковный кризис (Борьба за киевскую митрополию (1379-1389)). Причина такого решения была в том, что патриарх согласился на «временное» разделение Русской митрополии из-за непримиримых противоречий между Московским и Литовским великими княжествами: ранее Алексий поддержал князя Дмитрия Донского в его конфликте с соседями. В итоге Алексий не имел доступа в епархии Киевской митрополии, расположенные на землях Великого княжества Литовского, все связи между частями митрополии были прерваны, назначения и вызовы митрополита не осуществлялись, в отсутствие верховного пастыря церковная жизнь приходила в расстройство, литовские князья добивались поставления особого митрополита, угрожая принятием митрополита «от латинской церкви». Угроза становилась тем более реальной, что 13 февраля 1375 г. была создана новая провинция католической Церкви с центром в Галиче (с 1412 - во Львове).
При прогенуэзском перевороте Андроника IV в 1376 году был свергнут вместе с императором Иоанном V Палеологом и умер в заточении.

## Наследие и память
Автор диатаксисов литургии и бдения.
Труды Филофея можно разделить на догматические, опровержительные-полемические против Варлаама, Акиндина, Никифора Григоры, Прохора Кидониса, Димитрия Кидониса, Михаила Петриоти. Многие его работы — это описания жизни святых таких, как святитель Григорий Палама, Герман Марули, Исидор Вухерас, Савва Ватопедский, Никодим Новый, св. Анисий, св. вмч. Димитрий Мироточивый, святые апостолы, Григорий Богослов, Василий Великий, Иоанн Златоуст, Онуфрий Великий, св. Феврония, св. Фока, вмч. Феодор Тирон, св. апостол Фома и др. Его труды многожанровые — это беседы (гомилии), толкования, литургические тексты, труды по праву, истории, поэзия, молитвы и другие.
Русские источники не только XIV столетия, но также и позднейших эпох отводят патриарху Филофею легендарную роль в судьбах Московского государства. Согласно Преданию, Филофей возвещает величие русского православного царства, откуда разольется свет истинной веры по всему миру. В Сербии он почитается не только как святитель, но и как национальный герой
Его память совершается в 5-ю Неделю Великого поста, а также 11 (24) октября вместе с памятью святителей Фотия Великого, Григория Паламы, Марка Эфесского.
Филофей стал персонажем романа Дмитрия Балашова «Ветер времени» из цикла «Государи Московские».